# 扁柄芒毛苣苔
扁柄芒毛苣苔（学名：Aeschynanthus planipetiolatus）为苦苣苔科芒毛苣苔属下的一个种。其种加词“Planipetiolatus”意为“叶柄宽而扁平的”。